# Valparolapass
Der Valparolapass (italienisch Passo di Valparola, gadertalisch-ladinisch Ju de Valparola oder Ju de Valparora) ist ein Pass in den Dolomiten in den italienischen Alpen. Er liegt in der Provinz Belluno (Venetien) nahe der Grenze zu Südtirol auf einer Höhe von 2168 m s.l.m. Der Valparolapass vermittelt einen Übergang vom nordseitig gelegenen Gadertal bzw. dessen südöstlichen Teilast, dem St.-Kassian-Tal, Richtung Süden nach Fodom.
Südlich des Sattelpunktes, an welchem das Rifugio Passo Valparola steht, befindet sich etwas tiefer der Valparolasee. Die Straße steigt südseitig noch bis zu ihrem Scheitelpunkt von 2192 m s.l.m. an, wo sich ein Parkplatz sowie ein Museum befinden, um dann zum nur wenige Kilometer südöstlich liegenden Falzaregopass hinab zu führen.
Der Valparolapass ist Teil der Wasserscheide zwischen den Flusssystemen der Etsch und des Piave.

## Geschichte

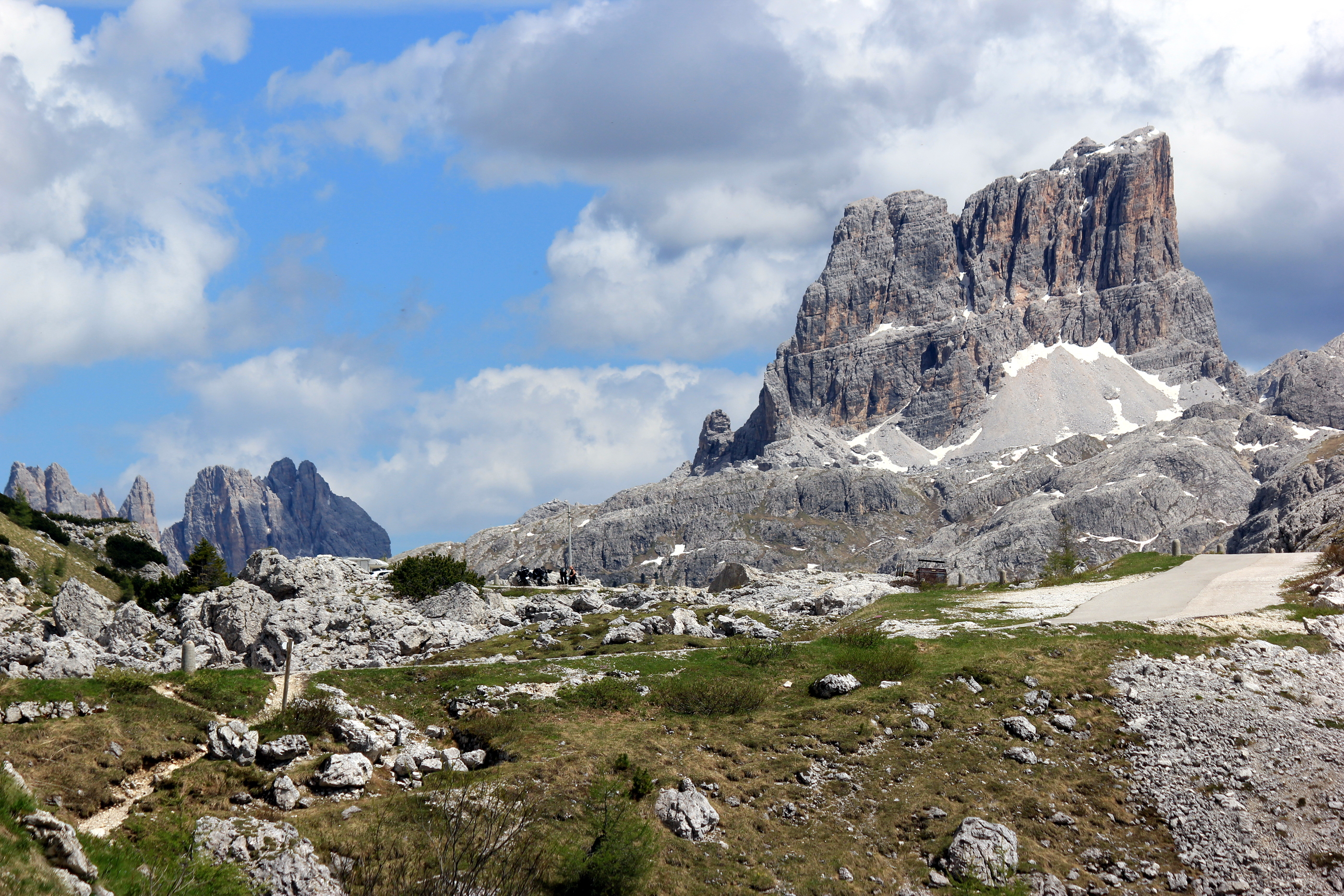
Blick nach Südost zum Averau

Bis zum Ersten Weltkrieg gehörte der Pass zu Tirol. Einige Kilometer östlich verlief die Grenze zu Italien. Damit wurde der Pass Teil der Dolomitenfront, da Österreich sie aus strategischen Gründen etwas hinter die eigentliche Grenze zurücknahm. Am Pass liegt das alte österreichische Sperrfort Tra i Sassi. Bald nach Beginn des Ersten Weltkriegs wurde es durch italienische Artillerie teilzerstört. Dabei kamen einige österreichische Soldaten ums Leben. Als Kriegslist beleuchteten die Österreicher jedoch weiterhin das Fort von innen, um so den Eindruck zu erwecken, es wäre weiter im Einsatz. Die Fortruine wurde deshalb von den Italienern weiter beschossen. Heute ist das Fort ein Museum.
Früher führte über den Pass nur ein Saumpfad (Valparolajoch, auch Castellopass), der durch eine ausgebaute Passstraße ersetzt wurde.

## Name
Seinen Namen hat der Valparola von den Eisenhütten, die sich einst in Passnähe befanden. Valparola ist sinngemäß die lateinische Übersetzung des deutschen Wortes „Eisenofenalpe“. Ruinen dieser Öfen, die noch bis in das 16. Jahrhundert in Betrieb waren, sollen noch 1860 zu sehen gewesen sein. Schon die Steinzeitmenschen kannten den Pass, wie durch vereinzelte Funde am Valparolasee bewiesen ist. Es ist anzunehmen, dass auch die Metallverhüttung dort zumindest bis in die Eisenzeit zurückreicht.

## Auffahrten
Die Nordwestauffahrt des Valparolapass führt von Stern über 14,2 Kilometer mit einer durchschnittlichen Steigung von 5,4 % auf die Passhöhe. Nach einer kurzen Abfahrt, an deren Ende der Gader überquert wird, geht es für rund zwei Kilometer bei moderater Steigung nach St. Kassian. Nach einem kurzen Flachstück folgt eine Rampe, die Steigungsprozente von über 10 % aufweist, ehe ein weiteres längeres Flachstück nach rund 5,5 gefahrenen Kilometern erreicht wird. Dieses führt über rund zwei Kilometer und endet beim Campingplatz „Sass Dlacia“. Nun verändert sich der Anstieg und führt über acht Kehren auf die Passhöhe. Die durchschnittliche Steigung nimmt deutlich zu und liegt bei über 8 %, wobei einzelne Kilometer auch Steigungsprozente von über 9 % aufweisen. Rund zweieinhalb Kilometer vor dem höchsten Punkt wird die Waldgrenze erreicht. Auf dem letzten Kilometer flacht der Pass wieder deutlich ab und führt auf einem Plateau bei einer Steigung von rund 2,5 %. Die letzten Kilometer des Anstiegs sind von Geröllfeldern geprägt.
Die Südauffahrt stellt eine Verlängerung des Passo di Falzarego (2105 m) dar und kann so über zwei unterschiedlichen Streckenführungen erfolgen. Die Südostauffahrt startet in Cortina d’Ampezzo, während die Südwestauffahrt ihren Ausgangspunkt in Caprile hat. Beide weisen eine durchschnittliche Steigung von 5,8 % auf und führen über 17,1 bzw. 20,6 Kilometer. Die letzten 1,2 Kilometer führen von der Passhöhe des Falzarego auf geradem Weg auf den Valparolapass. Die durchschnittliche Steigung liegt bei rund 8 %.

## Radsport
Der Valparolapass ist ein beliebter Anstieg bei Radsportlern. Seine Südwestauffahrt, stellt die letzte große Schwierigkeit des Maratona dles Dolomites dar. Weiters wurde der Pass bereits öfters im Rahmen des Giro d’Italia überquert.

### Giro d’Italia
Die erste Befahrung des Valparolapass erfolgte im Jahr 1976 im Rahmen der 19. Etappe die von Longarone zum Torri del Vajolet führte. Die Bergwertung wurde jedoch auf dem kleineren Passo di Falzarego (2105 m) abgenommen, der aus südlicher Richtung befahren worden war. Ein Jahr später stellte der Valparolapass den höchsten Anstieg der damaligen Austragung dar (Cima Coppi). Die erste Bergwertung auf dem Pass sicherte sich der Spanier Faustino Fernández Ovies. Nach zwei weiteren Überquerungen in den Jahren 1990 und 2004 stand im Jahr 2012 erstmals die Nordwestauffahrt im Programm. Zuletzt wurde der Valparolapass in den Jahren 2016 und 2017 wieder von der Südseite befahren. Eine Überquerung im Jahr 1992 musste aufgrund eines Erdrutsches abgesagt werden. Im Jahr 2023 führte der Giro d’Italia im Rahmen der 19. Etappe zum zweiten Mal über die Nordwestauffahrt, die erstmals als Anstieg der 1. Kategorie klassifiziert wurde. Mit Derek Gee führte erstmals ein Kanadier über die Passhöhe.
| Jahr | Etappe     | Bergwertung  | Fahrer                   | Auffahrt                |
| ---- | ---------- | ------------ | ------------------------ | ----------------------- |
| 1976 | 19. Etappe | -            | -                        | Süd (Cernadoi)          |
| 1977 | 18. Etappe | GPM          | Faustino Fernández Ovies | Süd (Cortina d’Ampezzo) |
| 1990 | 16. Etappe | GPM          | Maurizio Vandelli        | Süd (Cortina d’Ampezzo) |
| 2004 | 16. Etappe | 1. Kategorie | Fabian Wegmann           | Süd (Cernadoi)          |
| 2012 | 17. Etappe | 2. Kategorie | Matteo Rabottini         | Nord (Stern)            |
| 2016 | 14. Etappe | 2. Kategorie | Darwin Atapuma           | Süd (Cortina d’Ampezzo) |
| 2017 | 18. Etappe | 2. Kategorie | Omar Fraile              | Süd (Cernadoi)          |
| 2023 | 19. Etappe | 1. Kategorie | Derek Gee                | Nord (Stern)            |

## Blauer Stein

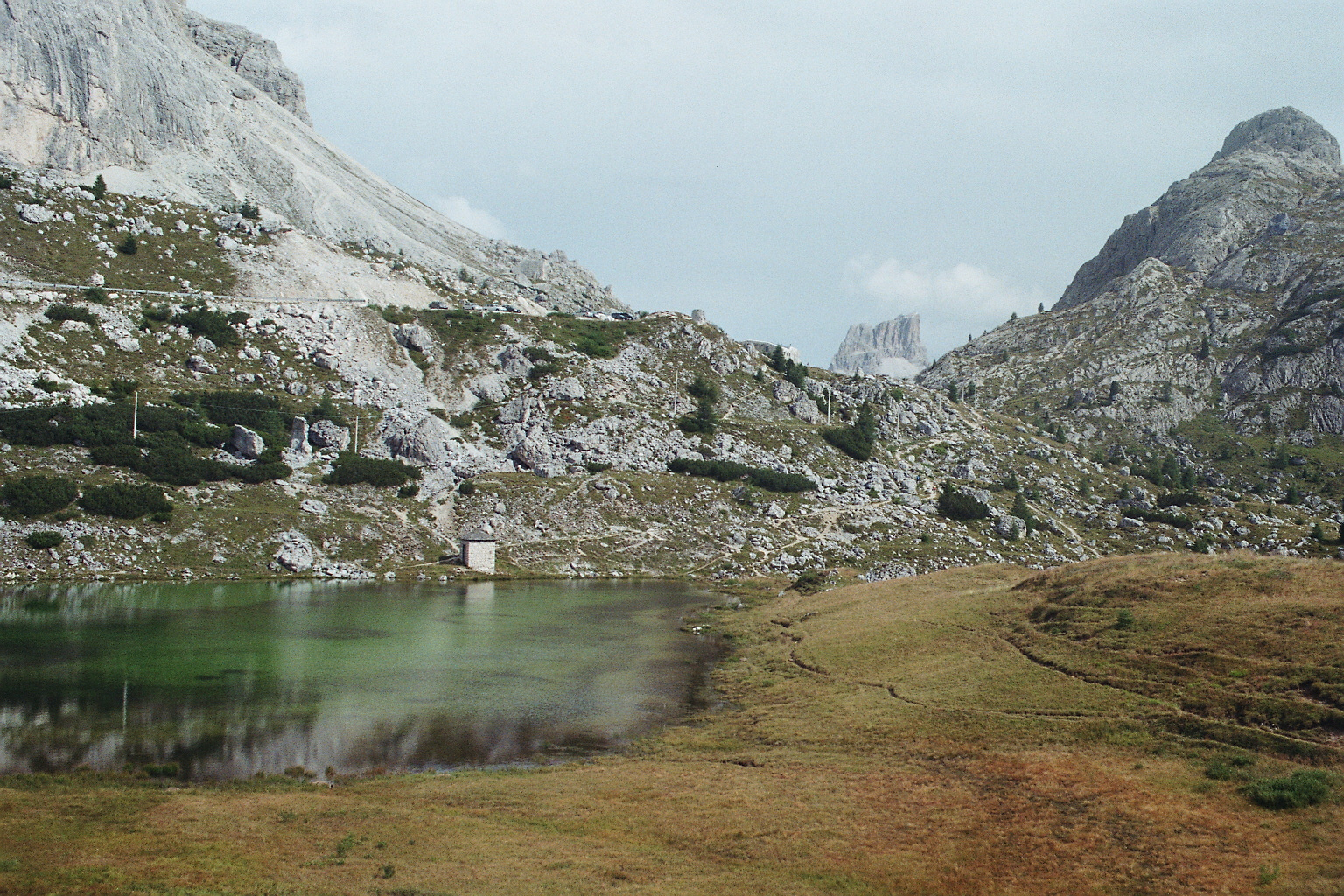
Der bläuliche Stein ist am rechten Bildrand unterhalb der Bergspitze zu erkennen.

Ein großer Stein am Hang des Hexensteins wurde vor einigen Jahren blau angemalt und ist zu einer Touristenattraktion geworden.